# Euchalinus balteatus
Euchalinus balteatus är en stekelart som först beskrevs av Cameron 1905.  Euchalinus balteatus ingår i släktet Euchalinus och familjen brokparasitsteklar. Inga underarter finns listade i Catalogue of Life.